# Pedicularis nanfutashanensis
Pedicularis nanfutashanensis är en snyltrotsväxtart som beskrevs av Yamazaki. Pedicularis nanfutashanensis ingår i släktet spiror, och familjen snyltrotsväxter. Inga underarter finns listade i Catalogue of Life.